# Тохтасунов, Владимир Имтахунович
Владимир Имтахунович Тохтасунов (род. 7 ноября 1953 года, Кетмень, Уйгурский район, Алма-Атинская область, Казахская ССР) — депутат Мажилиса Парламента Казахстана VII созыва (2021—2022).

## Биография
В 1975 году окончил Казахский политехнический институт им. В. И. Ленина, специальность «инженер-строитель по квалификации теплогазоснабжение и вентиляция».
Трудовую деятельность начал в октябре 1975 году на Алматинском городском предприятии тепловых сетей, где прошёл путь от мастера по режиму до начальника участка.
1983—1986 годы — председатель профсоюзного комитета Алматинского городского предприятия тепловых сетей.
1986—1987 годы — главный инженер Алматинского областного производственного объединения «Облтеплокоммунэнерго».
1987—1988 годы — инструктор отдела строительства и городского хозяйства Алматинского горкома Компартии Казахстана.
1988—1999 годы — генеральный директор «Алматыоблтеплокоммунэнерго».
1999—2007 годы — аким Уйгурского района Алматинской области.
В 2007—2014 годах занимал руководящие должности: президент АО «Алматытеплокоммунэнерго», директор ТОО «Алматыгортранс», директор ТОО «Транспортный холдинг города Алматы».
2014—2021 года — генеральный директор ТОО «ЖетысуОблГаз».
С января 2021 года по марта 2022 года — депутат Мажилиса Парламента Казахстана VII созыва от Ассамблеи народа Казахстана.

## Награды
- Орден «Курмет» (2005)